# Giuseppe Marchesi
Giuseppe Marchesi, connu comme le Samson (Il Sansone) pour sa carrure herculéenne, né le 30 juillet 1699 à Bologne et mort le 16 février 1771 dans la même ville, est un peintre baroque italien du XVIIIe siècle actif principalement à Bologne. Il faisait aussi partie du mouvement du Rococo.

## Biographie
Né en 1699 à Bologne, Giuseppe Marchesi suit des premiers cours d'art très jeune. Son premier professeur est le peintre bolognais Aureliano Milani, son professeur jusqu'en 1719, date où Milani déménage à Rome. C'est alors qu'il devient élève de Marcantonio Franceschini, considéré à l'époque comme le meilleur représentant du style classique de la ville et peut-être même de toute l'Europe, selon les dires de Donato Creti.
Il tient de Milani le même goût que les Carracci pour l'exécution de figures masculines athlétiques et de Franchesquini cette légèreté que ce dernier avait de représenter les femmes, les enfants et les anges avec des teints clairs et d'un doux rougissement, qui offraient une harmonie dans la composition. Ses travaux alors qu'il était élève de Franchesquini, qui étaient plutôt d'une vivacité modérée, ont conduit Marchesi à quitter l'atelier de Franchesquini, Marchesi étant un peintre très vivace. La première œuvre datée que le Samson peint hors du studio de son précédent maître est le viol d'Hélène (Il Ratto di Elena), qu'il réalise en 1725 à la Casa Buratti.
Avant cette dernière peinture, il réalise plusieurs tableaux représentant les quatre saisons (aujourd'hui à la Pinacothèque nationale de Bologne). Ces derniers interprètent le style de Franchesquini, quoique d'une manière très personnelle à Marchesi, puisqu'il utilise une gamme chromatique qui fait plutôt ressembler au style de Lorenzo Pasinelli. Hiver nocturne (Inverno Notturno), une des peintures de la série, affiche un naturalisme plus raffiné, avec des jeux de lumières et des ombres réalistes, éléments qui démontrent la connaissance qu'a Marchesi du Rococo des pays nord-européens. Toutefois, le viol d'Hélène montre clairement le début de la seconde phase, la phase centrale, de son activité, où l'artiste va utiliser des couleurs translucides, des figures subtiles, un ciel et mer cristallins et des arrière-plans à la classique grandement inspirés de l'œuvre de Vittorio Bigari.
Quelques œuvres emblématiques ayant été exécutées pendant cette phase sont Achille prend congé du centaure Chiron (Achille si congeda dal centauro Chirone), aujourd'hui dans la collection du Hinton Ampner House, château anglais du Hampshire et Clément VIII rend les clés de la ville de Bologne aux Anciens (Clemente VIII restituisce le chiavi della città di Bologna agli Anziani) exécutée entre 1739 et 1740. Elles faisaient partie des collections civiques d'art ancien de la ville. Sa troisième et dernière phase d'activité est caractérisée par la perte de la légèreté de composition qu'Il Sansone avait dans ses jeunes années, même si ses œuvres restent très bien exécutées. Cette perte est apparemment due à une dépression qu'il a eue en voyant l'état de santé de sa femme se dégrader. En 1752, il devient prince de l'Accademia Clementina (l'Académie des Beaux-Arts de Bologne) et meurt en 1771 dans sa ville natale.
La Casa Beccadelli de Bologne a quelques chambres en son intérieur qui ont été décorées par Bigari et Marchesi. La Biblioteca Zambeccari, ancien monastère jésuite, a aussi été décorée par Marchesi, mais avec Nicola Bertuzzi en tant que peintres de figures. Pietro Scandellari s'occupait des peintures des plafonds et Antonio Calegari de la sculpture.

## Œuvres
Liste non-exhaustive de ses sculptures: 
- Fresques dans la coupole de l'église de la Madonna di Galliera (en) ;
- Fresques dans l'oratoire Saint Philippe de Néri (en) ;
- Le quattro stagioni, huile sur toile, Pinacothèque nationale de Bologne ;
- Vergine col bambino e San Gertrude, huile sur toile, collection Claudio Ridolfi (it) ;
- Alessandro e Diogene, huile sur toile, 244 × 115,5 cm, collection privée[1] ;
- Alessandro e Diogene, huile sur toile, 73 × 58 cm, collection privée ;
- Il Ratto di Elena, huile sur toile, 1725, Palazzo Mentasti ;
- Clément VIII rend les clés de la ville de Bologne aux Anciens, huile sur toile, 130 × 177,5 cm, entre 1739 et 1740, collection d'art municipale de Bologne (it) ;
- Archimede, huile sur toile, 65 × 50 cm, entre 1740 et 1741, pinacothèque Stuard.

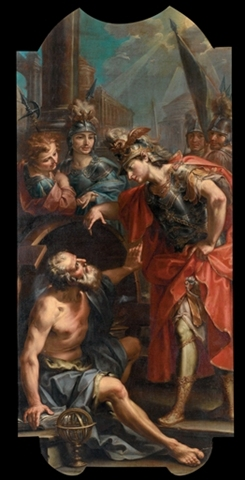
Alexandre le Grand et Diogène de Sinope, XVIIIe siècle.
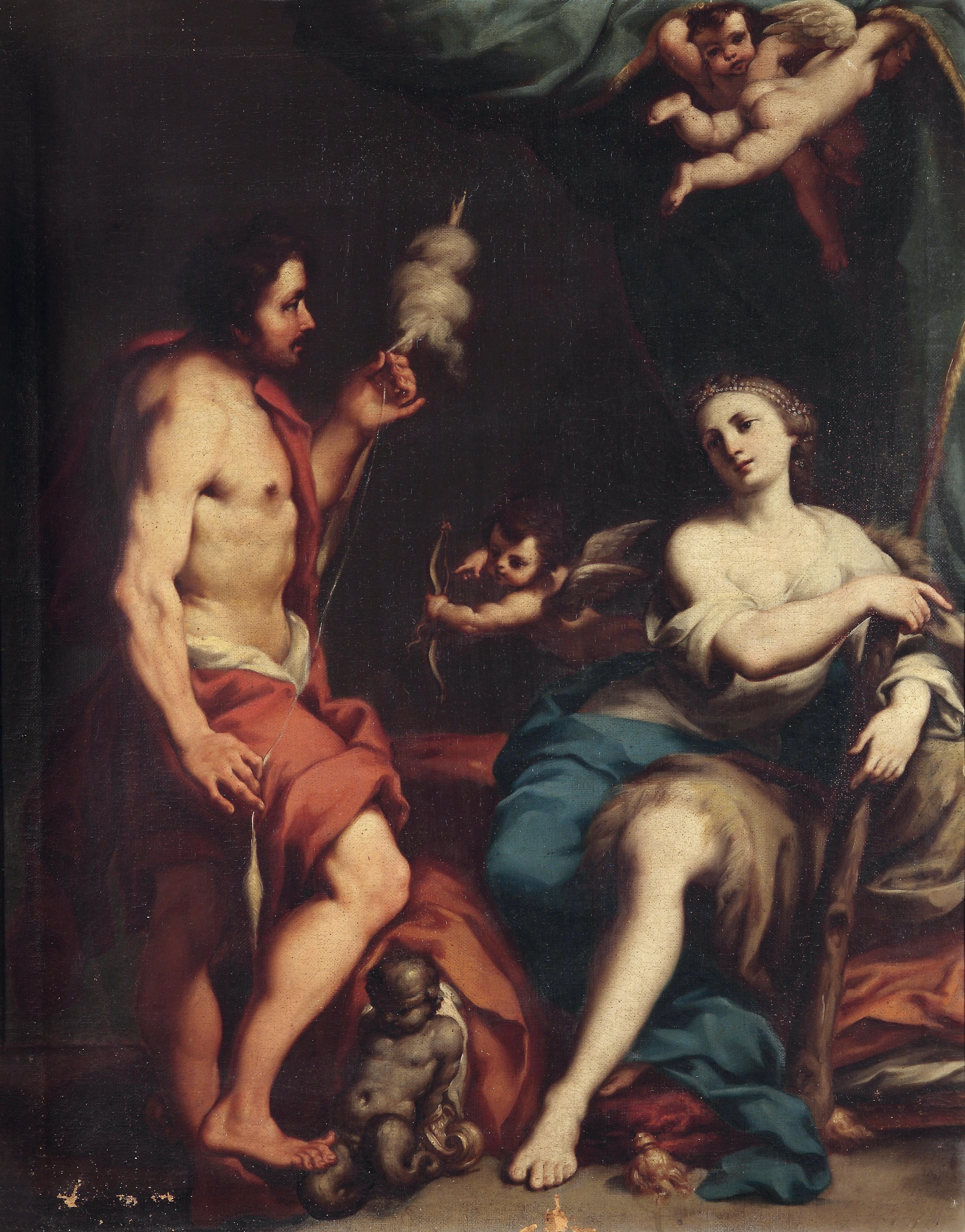
Hercule et Omphale, XVIIIe siècle.
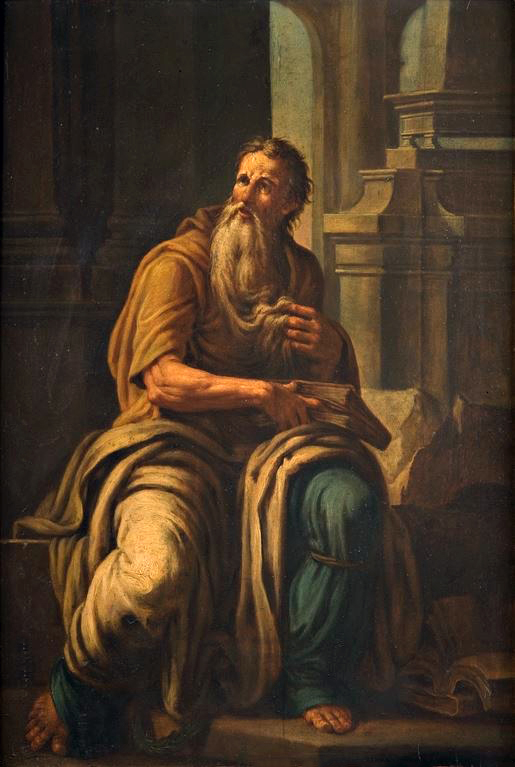
Archimède 1740-1741.
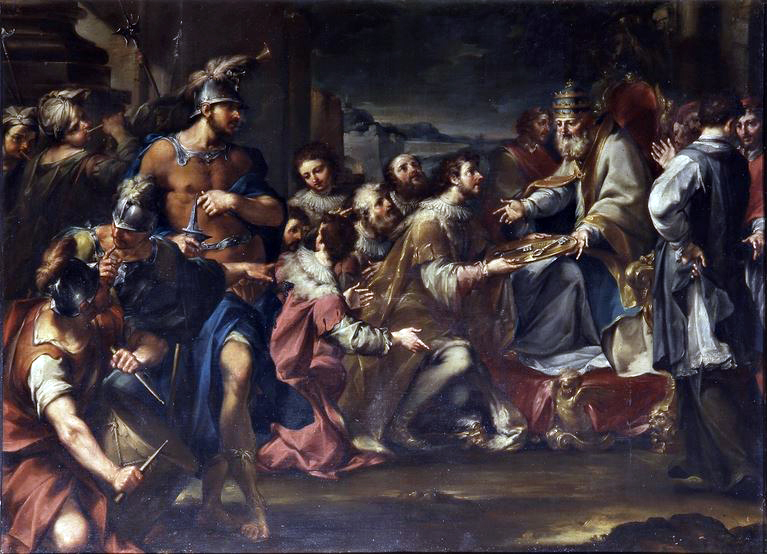
Clément VIII rend les clés de la ville au  Conseil des Anciens de Bologne, 1740-1741.

## Source
- (it) Cet article est partiellement ou en totalité issu de l’article de Wikipédia en italien intitulé « Giuseppe Marchesi (pittore) » (voir la liste des auteurs).